# Distrito electoral de Arapahoe (condado de Furnas, Nebraska)
Arapahoe (en inglés: Arapahoe Precinct) es un distrito electoral ubicado en el condado de Furnas en el estado estadounidense de Nebraska. En el Censo de 2010 tenía una población de 1200 habitantes y una densidad poblacional de 6,42 personas por km².

## Geografía
Arapahoe se encuentra ubicado en las coordenadas 40°15′48″N 99°54′41″O / 40.26333, -99.91139. Según la Oficina del Censo de los Estados Unidos, Arapahoe tiene una superficie total de 186.94 km², que corresponden a tierra firme.

## Demografía
Según el censo de 2010, había 1200 personas residiendo en Arapahoe. La densidad de población era de 6,42 hab./km². De los 1200 habitantes, Arapahoe estaba compuesto por el 95.08% blancos, el 0.17% eran afroamericanos, el 0.5% eran amerindios, el 0.25% eran asiáticos, el 0.08% eran isleños del Pacífico, el 2.17% eran de otras razas y el 1.75% pertenecían a dos o más razas. Del total de la población el 4.17% eran hispanos o latinos de cualquier raza.